# Martin Krampelj
Martin Krampelj (Ljubljana, Eslovenia, 10 de marzo de 1995) es un jugador de baloncesto esloveno. Con una estatura de 2.06 metros, juega en la posición de pívot en el Yalovaspor Basketbol de la BSL turca.

## Carrera
Es un jugador esloveno formado en Estados Unidos, primero se formaría en la Impact Basketball Academy de Sarasota en el Estado de Florida y más tarde, en su periplo universitario defendería los colores del Creighton Bluejays desde 2015 a 2019. En el primer año como redshirt, promedió 13'5 puntos y 6'9 rebotes en 25 minutos por encuentro.
En 2019, regresa a su país natal para debutar como profesional en equipo de nueva creación del KK Cedevita Olimpija,  tras no lograr hacerse un hueco en la rotación del cuadro de la ABA Leagu, se marcha cedido al conjunto español de Morabanc Andorra.
En diciembre de 2019, el Morabanc Andorra de Liga ACB obtiene la cesión del pívot esloveno hasta el final de la temporada 2019-20 para cubrir la baja de Moussa Diagne.
En la temporada 2022-23, firma por el MKS Dąbrowa Górnicza de la PLK polaca.
El 24 de agosto de 2024 fichó por el Yalovaspor Basketbol de la BSL turca.

## Selección nacional
Representó a su país en el Eurobasket Sub-18 de 2012.